# Paris Re
Paris Re war ein international tätiger Rückversicherungs-Konzern mit Sitz in Zug in der Schweiz. Die Unternehmensgruppe war über ihre operativen Tochtergesellschaften in der Schweiz, Frankreich, den Vereinigten Staaten, Kanada und Singapur vor allem auf die Rückversicherung von Sach-, Leben- und Gesundheitsschäden spezialisiert.
Das Unternehmen beschäftigte 2008 389 Mitarbeiter und erzielte Bruttoprämieneinnahmen von 1,404 Milliarden US-Dollar. Die Aktien von Paris Re waren seit Juli 2007 an der Pariser Börse Euronext kotiert. 

## Geschichte
Paris Re wurde Ende März 2006 auf den Bermudas durch ein internationales Konsortium unter der Führung der Private-Equity-Gesellschaft Stone Point Capital LLC gegründet. Wenige Tage später unterbreitete das Konsortium ein Übernahmeangebot für die Rückversicherungsaktivitäten der französischen Axa-Gruppe. Diese nahmen 1977 mit der Gründung der AMré, Ancienne Mutuelle de Réassurance, die 1989 in Axa Réassurance umbenannt wurde, ihren Anfang. Nach mehreren Akquisitionen wurden 2002 sämtliche Rückversicherungsaktivitäten des Axa-Konzerns unter Axa Re zusammengeführt. Ende 2006 wurde die Übernahme des Rückversicherungsgeschäfts von Axa Re durch Paris Re abgeschlossen.
Nachdem Paris Re im Mai 2007 seinen Konzernsitz in die Schweiz verlegt hatte, folgte im Juli 2007 der Börsengang in Paris. Insgesamt befanden sich per Anfang Dezember 2008 weiterhin 65,83 Prozent der Aktien in festen Händen und 34,17 Prozent im Streubesitz.
Anfang Juli 2009 gaben Paris Re und die auf den Bermudas domizilierte PartnerRe eine strategische Partnerschaft bekannt, die schrittweise zur vollständigen Übernahme von Paris Re durch PartnerRe führte. In einer außerordentlichen Hauptversammlung im Dezember 2009 stimmten die Anteilseigner der Paris Re der Fusion mit PartnerRe zu. In Folge wurde das Unternehmen von der Börse genommen.